# Richard Ogorkiewicz
Richard Marian Ogorkiewicz (pol. Ryszard Marian Ogórkiewicz) (ur. 2 maja 1926 w Bydgoszczy, zm. 24 listopada 2019 w Londynie) – polsko-brytyjski inżynier mechanik, specjalista w dziedzinie broni pancernej, profesor nadzwyczajny w Royal Military College of Science.

## Życiorys
Studiował na Uniwersytecie Londyńskim, w 1946 uzyskał stopień Bachelor of Science (B.Sc), a następnie Master of Science (M.Sc). Od 1957 wykładowca mechaniki na Imperial College w Londynie oraz kierownik laboratorium właściwości technicznych plastiku. W latach 1972–2006 był związany zawodowo z Radą Naukową ds. Obronności w brytyjskim Ministerstwie Obrony, od 1979 wykładowca w zakresie pojazdów pancernych w Royal Military College of Science, gdzie w 1988 został profesorem nadzwyczajnym. W tym samym roku powierzono mu funkcję konsultanta czasopisma „Jane’s International Defence Review”, od 1993 jest również kuratorem Muzeum Broni Pancernej w Bovington. Od 1962 członek Polskiego Towarzystwa Naukowego na Obczyźnie.

## Publikacje
- „Armor; a history of mechanized forces” /1960/;
- „Armour: the development of mechanised forces and their equipment”;
- „Armoured reconnaissance vehicles: finding the right capability mix”;
- „The Technology of Tanks”;
- „Tanks, 100 years of evolution” (polskie wydanie: „Czołgi. 100 lat historii”)[4];
- „Engineering properties of thermoplastics. A collective work produced by Imperial Chemical Industries Ltd., Plastics Division”;
- „Armoured forces; a history of armoured forces and their vehicles”;
- „Design and development of fighting vehicles”;
- „Thermoplastics: effects of processing”;
- „The engineering properties of plastics”;
- „Technology of tanks”
- ok. 100 rozpraw naukowych, artykułów i przyczynków naukowych i technicznych publikowanych w czasopismach technicznych.